# Kurzia saddlensis
Kurzia saddlensis là một loài Rêu trong họ Lepidoziaceae. Loài này được (Besch. & A. Massal.) Grolle mô tả khoa học đầu tiên năm 1963.